# Józef Chłopicki

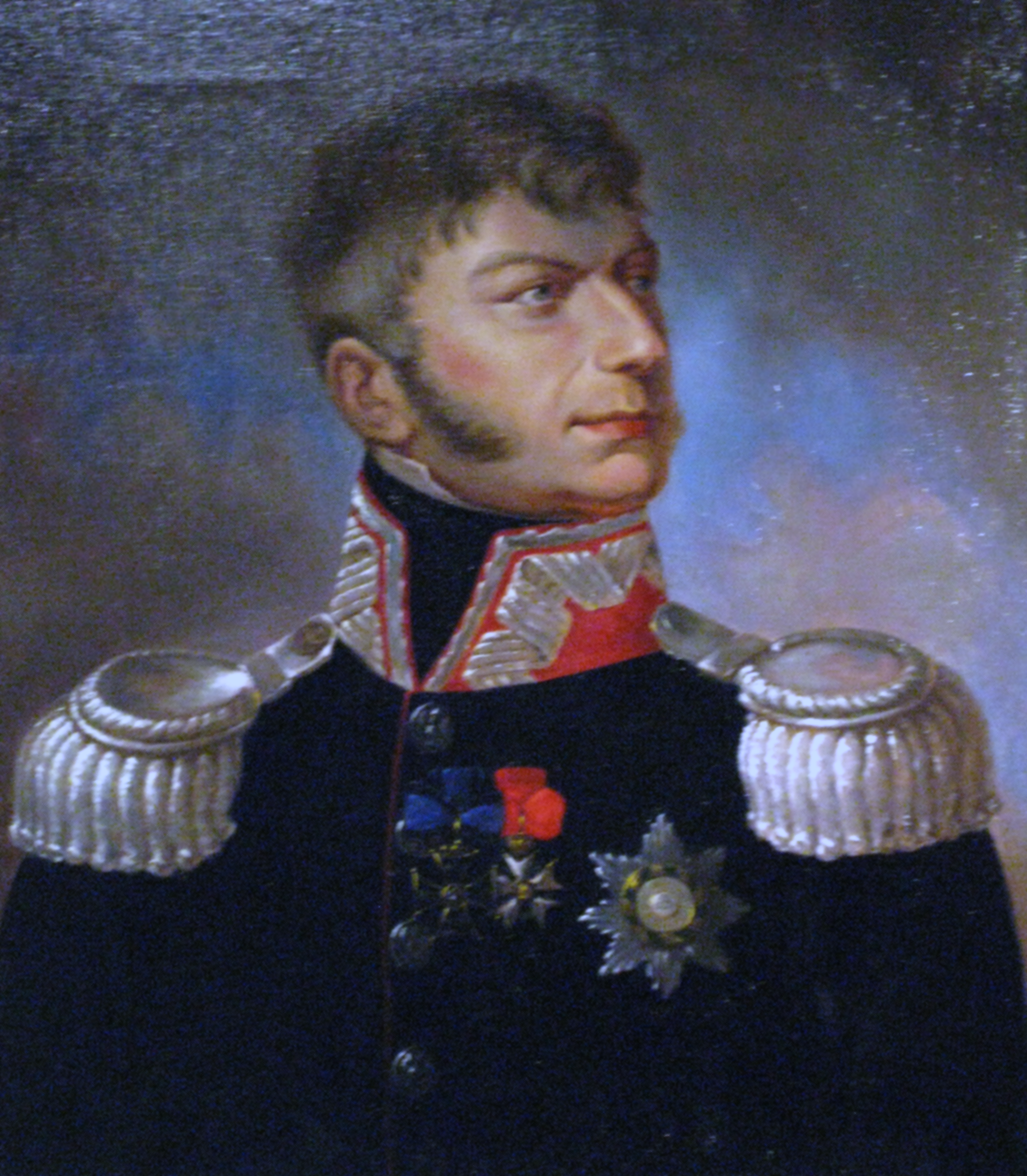
Józef Grzegorz Chłopicki

Józef Grzegorz Chłopicki (* 14. März 1771 in Kapustyń (Kapustynia), Wolhynien; † 30. September 1854 in Krakau) war ein polnischer General.

## Leben
Chłopicki stammt aus einer unbemittelten adligen Familie. Er trat in die polnische Armee ein und zeichnete sich in der Schlacht bei Racławice aus. Bald darauf wurde er Adjutant des Generals Franciszek Rymkiewicz und war 1797 einer der ersten, die zur Befreiung des Vaterlandes in die Dienste der französischen Republik traten. 
Er kämpfte mit Auszeichnung 1799 bis 1801 in Italien, 1807 bei Eylau und Friedland, 1808 bis 1811 in Spanien und 1812 in Russland bei Smolensk und an der Moskwa. Da ihm aber die erhoffte Beförderung zum Divisionsgeneral nicht gewährt wurde, nahm er seinen Abschied und lebte in Paris. 
Als Zar Alexander I. die Wiederherstellung Polens versprach, kehrte Chłopicki in sein Vaterland zurück und wurde zum Divisionsgeneral in der polnischen Armee ernannt. Vom Großfürsten Konstantin Pawlowitsch bei einer Heerschau beleidigt, nahm er seinen Abschied und lebte zurückgezogen bis zum Ausbruch des Novemberaufstands von 1830. 
Obgleich er die Hoffnungen auf ein Gelingen der Erhebung nicht teilen konnte, trat er doch dem Administrationsrat als Oberbefehlshaber bei, übernahm am 5. Dezember die Diktatur bis zur Eröffnung des Reichstags und versuchte während seiner Amtszeit auf Versöhnung mit dem Kaiser, von dem er Zugeständnisse für die Nation erhoffte, hinzuwirken. Nach Eröffnung des Reichstags (18. Dezember) legte er sein Amt nieder, wurde aber sofort wieder zum Diktator gewählt und bemühte sich auch ferner um eine Verständigung mit Russland.
Dies und seine Strenge bewogen den Patriotischen Verein, ihn zur Rechenschaft zu ziehen. Chłopicki legte daher am 23. Januar 1831 die Diktatur freiwillig nieder, trat aber zum Beweis seines Patriotismus im Februar als Soldat in die Armee und kämpfte mit Auszeichnung bei Grochów und in dem auf sein Anraten unternommenen Angriff auf die russischen Korps unter Iwan Schachowski und Caspar von Geismar (25. Februar). In diesem Gefecht wurde er schwer verletzt. Zur Heilung ging er nach Krakau. 
Chłopickis Handlungsweise wurde stark kritisiert. Man beschuldigte ihn der Lauheit, ja schrieb sogar die letztendliche Niederlage Polens seiner Unentschiedenheit zu. Er hielt bei allem Patriotismus die Sache des Aufstandes von Anfang an für eine verlorene, zumal seitdem ihn ein Brief des Zaren Nikolaus I. überzeugte, dass an eine gütliche Vermittlung nicht zu denken sei. Seit der Unterdrückung der polnischen Insurrektion lebte er zurückgezogen in Krakau und starb am 30. September 1854.

## Ehrungen
Sein Name ist am Triumphbogen in Paris in der 37. Spalte (KLOPISKY) eingetragen.